# Russian Roulette (Casbah)
Russian Roulette is het eerste nummer van Casbah's in 1986 uitgebrachte gelijknamige 7"-ep. Het is een vrij lang nummer met razendsnelle tempowisselingen en veel distortion. Het nummer had als onderwerp Russische roulette. Deze single werd alleen in Japan uitgebracht, op gelimiteerde basis.
De B-kant, genaamd Death Metal was een van de eerste verwijzingen naar het gelijknamig genre. De ep werd erg goed ontvangen in de toenmalige metal-scene en het wordt hedendaags als een collector's item beschouwd. Op muzikaal gebied kwam de eerste vorm van deathrash tot leven.

## Tracklist
1. A. "Russian Roulette" - 06:40
2. B. "Death Metal" - 04:43

## Remaster
In 2005 verscheen Russian Roulette - No Posers Allowed 1985-1994, een compilatie-cd wat onder andere deze single bevat, plus meerdere demo's uit de jaren tachtig en negentig. Hiervoor werd een speciaal project opgezet dat de oude opnames 24 bits ging remasteren.